# Microrégion du Baixo Parnaíba Maranhense

Localisation de la microrégion du Baixo Parnaíba Maranhense

La microrégion du Baixo Parnaíba Maranhense est l'une des six microrégions qui subdivisent l'est de l'État du Maranhão au Brésil.
Elle comporte 6 municipalités qui regroupaient 129 381 habitants en 2006 pour une superficie totale de 6 873 km2.

## Municipalités[1]
- Água Doce do Maranhão
- Araioses
- Magalhães de Almeida
- Santa Quitéria do Maranhão
- Santana do Maranhão
- São Bernardo